# Saab ReAxs
Saab ReAxs – system pasywnego kierowania kół tylnych opracowany przez szwedzkiego producenta samochodów osobowych Saab. System montowano w modelu Saab 9-3 w latach 2003 - 2013.

## Opis
Zastosowanie układu czterowahaczowego oraz zestrojenie tulei wewnętrznych i zewnętrznych w zawieszeniu tylnym pozwoliło osiągnąć bierną charakterystykę jezdną tylnych kół. Podczas skręcania kinetyka tylnej osi powoduje niewielkie odchylenie obu tylnych kół w kierunku przeciwnym niż zamierzony kierunek jazdy. W zależności od promienia zakrętu i związanego z tym obciążenia tylnej osi – jeden stopień skrętu kół przednich powoduje  nieznaczną reakcję skrętną kół tylnych – o około 1/100 stopnia. 
Zawieszenie przednie oparto na kolumnach McPherson z oddzielnymi mocowaniami górnymi – dla separacji sił działających na amortyzator i sprężynę śrubową. Niezależne zawieszenie tylne mocowane jest także do ramy pomocniczej i składa się z trzech drążków poprzecznych oraz jednego wzdłużnego.